# Kenteng (Madukara)
Kenteng is een bestuurslaag in het regentschap Banjarnegara van de provincie Midden-Java, Indonesië. Kenteng telt 2574 inwoners (volkstelling 2010).